# Taeniophyllum clavicalcar
Taeniophyllum clavicalcar är en orkidéart som beskrevs av Johannes Jacobus Smith. Taeniophyllum clavicalcar ingår i släktet Taeniophyllum och familjen orkidéer. Inga underarter finns listade i Catalogue of Life.